# Save the Children
Salvați Copiii este o organizație neguvernamentală internațională al cărei scop principal este să acorde sprijin copiilor din întreaga lume care au nevoie de ajutor. A fost înființată în anul 1919 în Marea Britanie. Salvați Copiii militează pentru implicare socială în viața comunității, astfel încât programele care îi privesc pe copii să aducă beneficii pe termen lung întregii comunități.
Face parte din „International Save the Children Alliance”, care este compusă din 27 de organizații naționale. „International Save the Children Alliance” este un ONG cu statut consultativ pe lângă consiliul Economic și Social al ONU.

## Organizația Salvați Copiii România (Save the Children Romania)
Salvați Copiii România este o organizație neguvernamentală, non-profit, de utilitate publică, care apără și promovează drepturile copilului în România din 1990, în acord cu prevederile Convenției ONU cu privire la Drepturile Copilului. În calitate de membru al „International Save the Children Alliance”, prima și cea mai mare organizație independentă din lume care promovează drepturile copilului, viziunea Salvați Copiii este o lume care respectă dreptul fiecărui copil în parte la un trai decent, la educație, protecție și participare, asumându-și misiunea de a obține progrese importante privind modul în care copiii sunt tratați, cât și cea de a produce schimbări imediate și de durată în viața acestora. 
În cei peste 30 de ani de activitate ai Salvați Copiii România, mai bine de 3.815.500 de copii au fost implicați în programele și campaniile organizației. În prezent, organizația are filiale și birouri locale în 14 județe (Argeș, Brașov, Caraș-Severin, Cluj, Constanța, Dâmbovița, Dolj, Hunedoara, Iași, Mureș, Neamț, Suceava, Timiș, Vaslui) și în București, cu peste 6.000 de membri și peste 3.000 de voluntari activi. Scopul diferitelor filiale este definirea nevoilor comunității, identificarea resurselor  și serviciilor sociale disponibile la nivel local și implicarea tuturor actorilor sociali în misiunea organizației.  

## Proiectele organizației
De 35 de ani, Salvați Copiii România dezvoltă programe educaționale, de protecție socială și de promovare a drepturilor copiilor, dobândind o expertiză recunoscută la nivel național ca exemplu de bune practici. Direcțiile prioritare ale organizației sunt reducerea mortalității infantile, facilitarea accesului la educație de calitate pentru copiii din comunități vulnerabile, protecția copiilor împotriva oricăror forme de violență, neglijare (inclusiv în urma migrației economice a părinților) sau abuz și promovarea drepturilor copilului în rândul copiilor. 
Programul de reducere a mortalității infantile are 5 direcții prioritare de intervenție: dotarea maternităților și secțiilor de nou-născuți cu echipamente medicale performante, dezvoltarea de servicii socio-medicale pentru mame și copii în zonele rurale, pregătirea cadrelor medicale, informarea viitorilor părinți «Școala Părintilor» și îmbunătățirea politicilor publice din domeniul mamei și copilului. Cu sprijinul companiilor și al miilor de donatori, am reușit să dotăm 126 de maternități și secții de nou-născuți, de pediatrie sau de obstetrică-ginecologie cu echipamente medicale moderne și ambulanțe medicale. În 59 de comunități defavorizate, am realizat informarea gravidelor și mamelor tinere privind prevenirea îmbolnăvirilor și respectarea regulilor de igienă și îngrijire a copiilor.
Programele educaționale ale Salvați Copiii: programe de tip Școală după școală, de prevenire a abandonului școlar, educație preșcolară pentru copiii care nu au frecventat grădinița, cu precădere romi, prin așa-numitele Grădinițe Estivale și programe de tip A Doua Șansă, de integrare/reintegrare școlară pentru copiii neșcolarizați/în abandon școlar. În 2023, activitățile de prevenire a abandonului școlar s-au adresat unui număr de 42.000 de copii, părinților lor și specialiștilor din educație și protecție, desfășurându-se în București și 18 județe. Dintre aceștia, 12.000 de copii au beneficiat de servicii directe: pregătire școlară suplimentară și/sau educație remedială, suport emoțional și îndrumare, activități de educație non-formală și Școli de vară (4.500 de copii), educație timpurie în cadrul Grădinițelor estivale (300 de copii), reintegrare școlară (150 de copii), precum și rechizite, consiliere socială și servicii pentru prevenirea abandonului școlar (7.050 de copii). Alți 10.000 de copii au beneficiat de servicii educaționale îmbunătățite ca urmare a formării cadrelor didactice și 20.000 de copii au beneficiat de condiții îmbunătățite de frecventare a cursurilor ca urmare a dotării școlilor. În paralel, 6.000 de părinți au primit suport material constând în tichete sociale, alimente și produse igienico-sanitare și servicii de asistență socială, în timp ce 150 de specialiști din domeniul educației și protecției copilului au beneficiat de sesiuni de formare pentru a veni în sprijinul copiilor cu cerințe educaționale speciale, iar 20 de experți au participat la un schimb de experiență în Norvegia 
Protecția copiilor împotriva oricăror forme de violență, abuz sau neglijare: 50.260 de copii și părinți au beneficiat de intervenție terapeutică și educație parentală de la deschiderea centrelor de consiliere Salvați Copiii. Prin cele 4 centre de consiliere din București, Timișoara, Târgu Mureș și Iași, Salvați Copiii a continuat să ofere suport psihologic copiilor care au întâmpinat dificultăți emoționale și comportamentale, să ofere consiliere părinților pentru depășirea unor situații dificile, care pun în pericol dezvoltarea copiilor sau care generează riscuri și să informeze părinții în vederea consolidării abilităților și cunoștințelor privind îngrijirea și educarea copiilor, în sensul acoperirii nevoilor acestora. 
Protecția copiilor împotriva violenței on-line Arhivat în 16 august 2019, la Wayback Machine. - activități de conștientizare privind beneficiile și pericolele mediului virtual, servicii de consiliere pentru problemele întâmpinate pe internet, precum și o linie de raportare a conținutului ilegal întâlnit pe paginile web românești. LINIA DE CONSILIERE a continuat să vină în sprijinul copiilor, tinerilor, părinților și cadrelor didactice din România, oferind îndrumare și suport cu privire la problemele întâmpinate pe internet. Peste 1.000.000 de copii și 50.000 de adulți au participat, în 2023, la activități de conștientizare pe tema siguranței online. În 2023, 23.360 de copii, 2.650 de adulți (1.674 de cadre didactice, specialiști în educație și 976 de părinți) au fost implicați în activități educaționale pe tema folosirii în siguranță a internetului.
Protecția copiilor rămași singuri acasă. În urma migrației economice a părinților - servicii educaționale, de consiliere psihologică și juridică pentru copiii și familiile acestora afectați de migrația economică și, totodată, activități de informare și conșțientizare în rândul specialiștilor și publicului larg asupra problematicii copiilor rămași singuri acasă. Servicii directe – În 2023, 3.050 de copii și 1.838 de părinți și reprezentanți ai copiilor au beneficiat de activitățile organizate în cadrul programelor locale derulate în colaborare cu 50 de școli generale/centre educaționale din județele Argeș, Brașov, Caraș-Severin, Constanța, Dâmbovița, Dolj, Galați, Hunedoara, Iași, Mureș, Neamț, Olt, Suceava, Timiș, Tulcea, Vaslui, Vâlcea, Vrancea și municipiul București. Intervențiile în sprijinul copiilor și persoanelor în grija cărora au rămas aceștia s-au concentrat pe oferirea de consiliere psiho-socială, suport educaț  
Protecția copiilor refugiați/solicitanți de azil - În 2023, în contextul războiului din Ucraina, Salvați Copiii a acordat o atenție deosebită furnizării de servicii directe copiilor, părinților și adulților vulnerabili, dezvoltând intervenții rapide pentru a răspunde situației de urgență, dar și nevoilor de integrare ale acestora. Separat de Răspunsul specific în vederea asistenței refugiaților din Ucraina, Salvați Copiii a continuat să ofere asistență solicitanților de azil și refugiaților din alte țări afectate de conflicte interne, care sosesc pe teritoriul României în mod curent. De la declanșarea acestei crize (2022) până în prezent, Salvați Copiii a oferit servicii pentru 337.806 de persoane, dintre care 173.345 de copii ucraineni și 164.461 de adulți. 
Promovarea drepturilor copiilor - în activitatea Salvați Copiii, au promovat în rândul a generații de copii drepturile copiilor, colaborând cu instituțiile de învățământ pentru a crește gradul de cunoaștere și aplicare a acestora. Printre proiectele cu tradiție se regăsesc: Forumul Național al Copiilor și Campania Globală pentru Educație.